# Xian autonome yi de Jingdong
Le xian autonome yi de Jingdong (景东彝族自治县 ; pinyin : Jǐngdōng yízú Zìzhìxiàn) est un district administratif de la province du Yunnan en Chine. Il est placé sous la juridiction de la ville-préfecture de Pu'er.

## Démographie
La population du district était de 348 082 habitants en 1999.